# Aberdeen (Ohio)
Aberdeen es una villa ubicada en el condado de Brown en el estado estadounidense de Ohio. En el Censo de 2010 tenía una población de 1638 habitantes y una densidad poblacional de 387,76 personas por km².

## Geografía
Aberdeen se encuentra ubicada en las coordenadas 38°40′18″N 83°46′15″O / 38.67167, -83.77083. Según la Oficina del Censo de los Estados Unidos, Aberdeen tiene una superficie total de 4,22 km², de la cual 3,49 km² corresponden a tierra firme y (17,41%) 0,74 km² es agua.

## Demografía
Según el censo de 2010, había 1638 personas residiendo en Aberdeen. La densidad de población era de 387,76 hab./km². De los 1638 habitantes, Aberdeen estaba compuesto por el 96,21% de blancos, el 1,83% eran afroamericanos, el 0,06% eran amerindios, el 0,18% eran asiáticos, el 0% eran isleños del Pacífico, el 0,24% eran de otras razas y el 1,47% pertenecían a dos o más razas. Del total de la población el 0,92% eran hispanos o latinos de cualquier raza.